# Stal Kraśnik
Stal Kraśnik – polski klub piłkarski z siedzibą w Kraśniku występujący w IV lidze, grupie lubelskiej.

## Chronologia nazw
- 15 września 1948 – KS Metal Kraśnik
- 16 września 1951 – ZS Stal Kraśnik
- 14 lutego 1957 – RKS Stal Kraśnik
- od 1975 – FKS Stal Kraśnik

## Historia
Stal Kraśnik powstała w 1948 roku jako Koło Sportowe Metal. Dnia 16 września 1951 roku klub zmienił nazwę na Stal. W sezonie 1956 klub po raz pierwszy w swojej historii wywalczył awans do III ligi. W latach 1960–61 Stal zdobyła mistrzostwo regionu i zakwalifikowała się do play-offów o awans do II ligi, ale przegrała w rundzie finałowej. W 1962 roku Stal Kraśnik po pokonaniu 1-0 I ligowej Odry Opole dotarła do 1/8 finału Pucharu Polski, na oczach 8 000 fanów.
W sezonie 1966/67 Stal osiągnęła najwyższą w historii pozycję w lidze, zajmując drugie miejsce w zreformowanej trzeciej lidze, tracąc punkt do zwycięzcy – Włókniarza Pabianice. Ostatni raz w III lidze (choć już jako IV szczebel rozgrywkowy) była w sezonie 2020/21.

## Stadion
Klub rozgrywa domowe mecze na Stadionie MOSiR w Kraśniku, który może pomieścić 2 000 widzów. Rekord frekwencji na meczu piłkarskim w Kraśniku padł 30 kwietnia 1967 roku, kiedy to 15-tysięczna publiczność uczestniczyła w przegranym 0:2 meczu Stali z Motorem Lublin.

## Sukcesy
- wicemistrz Polski juniorów U-19 w 1972 roku
- 1/8 finału Pucharu Polski – sezon 1962/63
- mistrzostwo III ligi w sezonie 1960/61 – przegrane baraże o awans do II ligi

## Kadra 2024/25
| Pozycja   | Zawodnik             |
| --------- | -------------------- |
| Bramkarz  | Adrian Wójcicki      |
| Bramkarz  | Tadeusz Grabowski    |
| Bramkarz  | Adrian Wagner        |
| Obrońca   | Roman Mykytyn        |
| Obrońca   | Damian Pietroń (C)   |
| Obrońca   | Kamil Duda           |
| Obrońca   | Igor Nierodka        |
| Obrońca   | Przemysław Lech      |
| Obrońca   | Jan Czapla           |
| Obrońca   | Bartosz Janiszek     |
| Pomocnik  | Kamil Bartoś         |
| Pomocnik  | Arkadiusz Bednarczyk |
| Pomocnik  | Adam Mowak           |
| Pomocnik  | Miłosz Pacek         |
| Pomocnik  | Marcel Poleszak      |
| Pomocnik  | Ernest Skrzyński     |
| Pomocnik  | Michał Wawryszczuk   |
| Pomocnik  | Jonatan Wlizło       |
| Pomocnik  | Mateusz Wyjadłowski  |
| Pomocnik  | Rafał Król           |
| Napastnik | Szymon Majewski      |
| Napastnik | Kamil Król           |
| Napastnik | Mateusz Jędrasik     |
| Napastnik | Karol Kalita         |
| Napastnik | Denys Demianenko     |